# Naji Abu Nowar
Naji Abu Nowar, arab. ناجي أبو نوار (ur. 1981 w Oksfordzie) – jordański reżyser i scenarzysta filmowy.

## Życiorys
Urodził się w Oksfordzie w jordańskiej rodzinie wojskowej. Gdy miał 10 lat, jego rodzina wróciła do ojczystej Jordanii. Nowar przyjechał z powrotem do Anglii, by studiować w King’s College London. W 2004 osiadł w Ammanie.
Jego pełnometrażowy debiut reżyserski, Theeb (2014), miał swoją premierę w sekcji „Horyzonty” na 71. MFF w Wenecji, gdzie zdobył nagrodę za reżyserię. Była to opowieść o beduińskim chłopcu, przemierzającym pustynię wraz z oficerem armii brytyjskiej podczas I wojny światowej. Nakręcony w stylu westernowym film odniósł międzynarodowy sukces, zdobył Nagrodę BAFTA za najlepszy debiut reżyserski i stał się pierwszym w historii jordańskim obrazem nominowanym do Oscara dla najlepszego filmu nieanglojęzycznego.